# Gem Spa (Basquiat)
Ne doit pas être confondu avec Gem Spa.
Untitled (Gem Spa) est un des plus célèbres tableaux de Jean-Michel Basquiat (1960-1988) élaboré durant l'année 1982, considérée comme la plus importante de sa carrière, à un moment-clé de sa vie. 
« J'ai fait là, à ce moment-là, mes meilleures peintures » dira-t-il,. 

## Origine
Pour mémoire, en 1981, Basquiat, à l'âge de 21 ans, décide d'abandonner son pseudonyme de graffeur SAMO (SAMe Old shit) pour devenir aux yeux du monde Jean-Michel Basquiat : « I wrote SAMO IS DEAD all over the place. And I started painting » (« J'ai écrit SAMO EST MORT partout. Et j'ai commencé la peinture »). Cette œuvre, autobiographique, met en scène un Jean-Michel Basquiat enfantin pédalant rageusement sur un vélo, cerné de noir. Il y est entouré de nombreux symboles et mots énigmatiques, tels tar, asphalt, motor area, Gem Spa, Teeth, parfois dissimulés, qui donnent à ce tableau « une profondeur particulière ».
C’est le Radient Child qui est ici représenté, celui qui parviendra à échapper à sa destinée de noir américain de Brooklyn, à briser ce déterminisme social, pour devenir le premier peintre noir mondialement célèbre et l'un des plus chers de l'histoire de l'art. Mais, il ne parviendra pas à échapper à ce désamour de lui qu’il éprouve depuis que sa mère adorée l’a abandonné, internée après avoir tenté de se suicider avec lui. Il n’échappera pas à la drogue, malgré plusieurs tentatives de désintoxication, et mourra par overdose.
Comme l'écrivait le critique d'art René Ricard dans The art forum magazine : « We are that Radient Child and have spent our lives defending that little baby, constructing an adult around it to protect it from the unlisted signals of forces we have no control over ». (« Nous sommes ce Radient Child et nous avons passé nos vies à défendre ce petit enfant, en construisant un adulte autour de lui pour le protéger des forces que nous ne contrôlons pas »)

## Analyse

### L'utilisation du noir
On a souvent loué l'œuvre de Basquiat pour ses couleurs éclatantes, mais ce qui caractérise bien plus son œuvre c'est son utilisation très personnelle et récurrente du noir. « Les élus qui visitaient son studio en 1984 ne reconnaissaient pas le tableau admiré deux jours plus tôt : l'imagerie complexe et travaillée était désormais noyée sous le noir. « Je redessine et j'efface mais jamais au point que l'on ne puisse voir ce qu'il y avait avant. C'est ma version du repentir », disait Basquiat ».
Madonna raconte, interviewé par Howard Stern : « When I broke up with him he made me give [the paintings he gave me] back to him. And then he painted over them black » « Quand j'ai rompu avec lui, il m'a obligée à lui rendre les peintures qu'il m'avait données puis il les repeignit en noir ».
« Il peint sur les toiles, comme il graffait les murs : en recouvrant la surface…encore et encore. Une œuvre antérieure apparaît d'ailleurs en filigrane sur cette toile, laissant surgir l'empreinte de mots sacrifiés » remarque Alain Truong en observant cette œuvre
« J’élabore mes peintures repentirs après repentirs (…) Finalement, de tout ce chaos, se dégage un espace construit qui fonctionne comme un rébus. Mais ne comptez pas sur moi pour vous en donner les clefs » disait Basquiat.
N'ont apparemment survécu à ces repentirs que les termes « asphalt », « tar » et « Gem Spa » ainsi que l’expression « Motor Area » sur le front de Basquiat.

### La symbolique des mots

#### Tar
Tar en anglais signifie littéralement « Goudron ».
« I sometimes fell as black as tar » disait Jean-Michel Basquiat (« Je me sens parfois aussi noir que le goudron »).
Ce « tar » qui submerge cette œuvre, la recouvre en partie, symbolise la négritude, cette vision réductrice et raciste qui s'imposera très jeune à ce fils d’immigré à la peau si sombre, mi Portoricain, mi Haïtien. En effet, dès l'âge de 11 ans, il bénéficiera du programme de busing : « acte de transporter des enfants des quartiers défavorisés, généralement noirs, dans des écoles fréquentées par des enfants blancs... Jean-Michel figure parmi les rares étudiants noirs de l'école, et, comme tel, doit affronter le racisme des enfants... On a dit que se trouvant ostracisé comme Noir, par réaction, il avait développé le besoin d'explorer ses racines »
Tar symbolise également la dépression qui a emporté sa mère, Matilda, loin de lui.
Tar est aussi le nom donné à une forme d'héroïne. Tout est noir à l’extérieur du personnage, mais tout est couleur, lumière à l’intérieur. Il s’affranchit du « tar », ce goudron si noir, pour devenir le Radiant Child décrit par René Ricard.
Il lutte désespérément pour échapper à cette noirceur qui finira par le submerger, à 28 ans, dans une overdose suicidaire. Le destin de sa mère et la disparition prématurée de ce second père qu'était Andy Warhol, avec qui il n’avait pu renouer à la suite de leur rupture, n’y sont pas étrangers.

#### Asphalt
Il abandonne derrière lui cet « asphalt », la rue qu’il a tant fréquentée dès l’âge de 16 ans, mis à la porte par son père, Gérard, pour mauvaise conduite.
Cet asphalt évoque aussi la tentative de suicide de sa mère, dépressive, fonçant dans un mur au volant de sa voiture dans laquelle elle avait embarqué ses enfants. Jean-Michel n’avait alors que 11 ans.
À la suite de cet événement, il fut involontairement abandonné par sa mère adorée, internée à 37 ans dans un établissement psychiatrique.
Cet asphalt qui a décidément marqué sa vie, fait également référence à la voiture qui l'avait renversé alors que, âgé de 7 ans, il jouait dans la rue. Cela lui valut un long séjour à l’hôpital et l'ablation de la rate, spleen en anglais.
Cet « asphalt », c’est aussi l’appel de la route, cher à Jack Kerouac, que Basquiat lisait sans cesse. Sur la route de Jack Kerouac, publié en 1957, est devenu le symbole de la liberté, de la contestation des valeurs bourgeoises, l'emblème de la Beat Generation. Contrairement à Kerouac, ce n’est pas en bus ou à moto que le Radiant Child prend la route dans Gem Spa, mais sur son vélo d’enfance.

#### La référence au Gem Spa d'East Village
Il laisse derrière lui l'inscription « coca coca », titre de cette œuvre, en référence au kiosque à journaux de l’East Village, également smoke shop - bureau de tabac - ouvert 24h sur 24, 7 jours sur 7, rendez-vous new yorkais emblématique des marginaux, icône de la Beat Generation chère à Jack Kerouac et du Pop art de Andy Warhol, qui résida et officia à côté de cet établissement qu’il citera dans ses mémoires, POPism: The Warhol Sixties. 
Le Beat Movement naquit dans East Village avec notamment Allen Ginsberg et Jack Kerouac.« à mi-chemin entre les deux lieux iconiques de Andy Warhol, the Fillmore East et the Electric Circus »
En tant que kiosque à journaux distribuant des publications marginales,, Gem Spa participa grandement à la diffusion des idées du mouvement Beat et en influença les écrits. Ginsberg, que Basquiat connaissait personnellement, mentionne Gem Spa dans l'un de ses plus célèbres poèmes « Rain-wet Asphalt Heat, Garbage Curbed Cans Overflowing »,
En 1966, The Village Voice attribua à Gem Spa le nom de « official oasis of the East Village » ; ce lieu était devenu Le « hippie hangout ». En 1967 Abbie Hoffman, symbole de la rébellion et du courant révolutionnaire qui animaient alors une partie de la jeunesse américaine, réunit à Gem Spa les participants pour sa célèbre manifestation au New York Stock Exchange, Allen Ginsberg l’appela « le centre nerveux » de la Ville.
Dans les années 1970-1980, Gem Spa aida à la diffusion de la culture psychédélique et punk de New York et figure sur le tout premier album punk de l'histoire, celui des New York Dolls que Basquiat appréciait et connaissait,.
Jean-Michel Basquiat a créé une œuvre dense qui a eu un rôle historique dans l'avènement du Punk Visual Art.
Gem Spa, sis au 36 St Marks Place, ouvert 24h/24 et point de rencontre des noctambules et marginaux, se situe au centre des lieux où évoluait Basquiat en 1982 . Celui-ci exposa ces premières œuvres à la Galerie 51X, au 51 St Marks Place, voisine de Gem Spa.
Basquiat a connu Madonna et Andy Warhol au Club 57 au 57 St Marks Place, à 100 mètres de Gem Spa. C’est donc tout ce passé qui l'a influencé, construit, qu'il revendique mais dont il veut s’éloigner. Ne disait-il pas : « Tout se répète, tout est cliché, tout est tracé ». Il voulait s’affranchir de cette « same old shit » (SAMO, la signature de ses débuts).

#### «Motor Area»
On[Qui ?] n’observe, à première vue, aucune couronne dans ce tableau, pourtant si fréquente dans l'œuvre de Basquiat. À la place, sur son front l’inscription « Motor Area ».
« Motor Area » est une allusion à Gray's Anatomy, le livre que sa mère lui offrit lors de son séjour à l’hôpital quand il avait sept ans, après avoir été heurté par une voiture alors qu’il jouait dans la rue, sur l’« asphalt », toujours l’« asphalt ».
Dans ce livre de chevet de tous les étudiants américains en médecine, Henry Gray définit cette partie du cerveau comme celle qui coordonne les mouvements volontaires du corps. Sans elle pas de mouvements volontaires, une simple errance.
Ce « Motor Area » lui permet de s’affranchir des codes de ceux qui l’ont précédé - son père (Tar, la négritude), la Beat Generation (Asphalt), le mouvement Pop art (Gem Spa) - et d’explorer de nouveaux territoires.
Le Radiant Child sur son vélo, grâce à son imagination, sa créativité, son non-conformisme, s’affranchit des règles définies par ses aînés.

### La symbolique hobo
Cinq flèches pointent dans la même direction, vers l'avant.
Deux d’entre elles sont parallèles, encerclées par le guidon du vélo et les bras de Basquiat. C’est un « hobo sign » signifiant « get out fast, as hobos are not welcome in the area » (tire-toi de là car les hobos ne sont pas les bienvenus ici).
Une flèche repose à terre. C'est la seule munie d'un empennage. Elle représente une seringue. Andy Warhol qui a connu Basquiat au moment où il peignit ce tableau, l'incita à abandonner la drogue.
Les Hobos sont des travailleurs vagabonds apparus après la guerre de sécession puis durant la grande dépression américaine, dont la plus célèbre incarnation cinématographique fut le personnage de Charlot.
Les symboles hobos sont des signes clandestins utilisés autrefois pour avertir les autres hobos des dangers ou des indices de la bonne situation d’une demeure.
Le Symbol Sourcebook de Henry Dreyfuss et ses « hobo signs » faisaient partie des livres de chevet de Basquiat qui avait commencé à les apprendre dans la rue.

### Teeth: La symbolique des dents
Il existe des mots cachés dans cette œuvre. Il faut y regarder à deux fois pour découvrir que les dents de ce personnage sont dessinées par les lettres « HAVE TEETH ».
Chaque être humain peut se reconnaître en ce personnage enfantin, en colère comme l’exprime sa bouche grimaçante, dents serrées presque grillagées, sur lesquelles il écrit HAVE TEETH, « créant l'illusion des dents par cet alignement de lettres ». Cette façon de représenter les dents deviendra un leitmotiv chez Basquiat.
« Dents serrées presque grillagées (The Nile (El Gran Espectaculo), 1983), dents jaunes d'épouvantail comme de pauvres os laissés au soleil (6.99, 1985, collection Bischofberger), dents rapiécées de mendiants (Untitled, 1987, collection Tony Shafrazi), dents blanches et fortes comme le sang neuf des immigrés (Anthony Clarke, 1985, collection privée), le motif est plus que récurrent chez Basquiat, beau métis au sourire de bébé. Quand il ne le dessine pas, il écrit « Teeth », le répète et le superpose, créant l'illusion des dents par cet alignement de lettres ».
Pour Basquiat, les Teeth symbolisent l'accès à la parole. « Les « no teeth » (ceux qui n’ont pas de dents, dans « Gabriel ») ce sont les exclus, les êtres privés de parole ». Have teeth c'est avoir accès à la Parole.
Or la bouche de notre Radient Child est graphiquement grillagée par ces mots. Il souffle fort, il enrage de ne pouvoir s'exprimer.
« La parole est un cri et celle de Basquiat, celui d’un guerrier planétaire » comme l’a écrit Jane Rankin-Reid, observant « l’usage constant qu’il faisait des termes associés à l’expression verbale, Throat (gorge), Mouth (bouche), Teeth (dents) ».
« Dans le contexte des années 1980, Jean-Michel Basquiat a pressenti que le moment était venu d’informer une parole neuve en exerçant la peinture à la récupération de tout un vocabulaire formel de figures, de « pictogrammes » et de « mythogrammes » issu du désir d’une population à faire entendre sa voix. En choisissant de faire du tableau un écran, le lieu idéal d’une inscription, Basquiat rejoint le camp des Dubuffet et des Twombly. À l’exemple de ces géants, son art s’enfle d’une dimension proprement existentielle qui l’universalise. »
« Ce personnage enfantin, dessiné d'un trait incisif, révèle donc un autoportrait d'une profondeur particulière (...) Ce référent lourd à la pauvreté et à l'errance appartient pleinement à l'année 1982, puisque ce sera l'année viscérale où l'artiste changera de signature, définitivement. SAMO devient alors Jean-Michel Basquiat…faisant de cette œuvre plus qu'un portrait : une autobiographie ».

## Fiche technique
- Support : Acrylique sur toile
- Auteur : Jean-Michel Basquiat
- Date : 1982
- Dimensions : 183 x 143 cm
- Signée et datée au dos
- Certificat du comité Basquiat
- Deuxième enchère la plus importante de l'année 2008 pour un tableau à Drouot derrière un Picasso[5]